# 小池镇 (龙岩市)
小池镇是中国福建省龙岩市新罗区下辖的一个镇。

## 行政区划
小池镇下辖以下地区：
培斜村、南山村、卓洋村、兴贵村、汪洋村、山美村、璜溪村、赖邦村、京源村、牛眠石村、何家陂村、黄斜村和儒芦村。